# Навстречу шторму (роман)
«Навстречу шторму» (англ. Into the Storm) — научно-фантастический роман американского писателя Тейлора Андерсона. Роман является первым из цикла «Эсминец «Уокер»» (англ. Destroyermen), описывающим приключения экипажа одноимённого американского эсминца в параллельном мире.

## Сюжет
В 1942 году, американский эсминец «Уокер» (тип «Викс») является частью Азиатского флота США. Во время второго сражения в Яванском море, японский флот уничтожает большинство союзных кораблей. Эсминцы «Уокер» и «Мэхэн» решают скрыться от погони в странном шквале, однако на пути — японский линейный крейсер «Амаги». Оба эсминца решают одновременно пройти вплотную с разных бортов крейсера, где их не могут достать крупнокалиберные орудия, и скрыться в шквале. В шквале экипаж «Уокера» начинает себя странно чувствовать.
Выйдя из шторма, капитан Мэтью Редди не замечает ни «Амаги», ни следов битвы. Вскоре экипаж узнаёт, что загадочный шквал каким-то образом перенёс их в параллельный мир, где эволюция пошла совсем по иному пути.
В этом мире нет людей. Вскоре экипаж «Уокера» встречается с исполинским деревянным парусником, которым управляют тысячи кошкоподобных созданий. Эти, так называемые, «лемурианцы» произошли от гигантских лемуров на Мадагаскаре, но им пришлось бежать с острова и скитаться по морям на своих огромных Домах, после того, как на них попали кровожадные грики — раса ящеров, происшедших от велоцирапторов. Экипаж «Уокера» спасает Дом лемурианцев под названием «Салисса» от нападения трёх кораблей гриков. К удивлению американцев, корабли гриков точь-в-точь походят на британские Ост-индские корабли XVII века.
Встретившись с лемурианцами, американцы узнают, что священный язык, используемый небесными жрецами лемурианцев — латынь. Оказывается, экипаж «Уокера» — не первые люди, попавшие в этот мир. В XVII веке сюда были перенесены три парусных корабля. Повстречавшись с лемурианцами, люди научили их латыни и дали им карту мира. Затем один корабль уплыл на запад, а два — на восток. Вместе с «Салиссой» «Уокер» направляется на остров Борно в лемурианский город Баалкпан (многие лемурианские названия происходят с латинских названий на картах).
Повстречавшись с местным вождём, капитан «Уокера» Редди предлагает план по захвату корабля гриков, чтобы узнать их намерения. Так как «Уокер» не приспособлен для абордажа, то Редди инструктирует лемурианских мастеров, как сконструировать абордажный ворон. «Уокер» догоняет парусник гриков, сбивает его мачты и сбрасывает на борт «ворон». После жестокой битвы Редди врывается в капитанскую каюту. Увидев его, толстый грик перерезает себе горло.
На борту люди и лемурианцы находят английские карты, а также обглоданные черепа людей и лемурианцев. Карты мира указывают на то, что грики являются огромной империей, покорившей Африку, Индию и большую часть Юго-Восточной Азии. Более того, на карте помечен один из лемурианских городов, а это означает, что армада гриков в пути. Капитан Редди решает во что бы то ни стало помочь своим новым союзникам бороться с кровожадным противником.
Тем временем грики празднуют начало новой Великой охоты, ведь лемурианцы — единственная добыча, которая смогла от них бежать, а этого терпеть нельзя. Тем более, что к армаде присоединяется огромный корабль под названием «Амаги».

## Мир
Мир, в который попали персонажи, географически очень похож на нашу Землю, однако существуют некоторые различия, в связи с тем, что отсутствие людей и промышленности предотвратило глобальное потепление. Моря и океаны кишат опасными формами жизни. Кроме плезиозавров, способных потопить небольшой корабль, непосредственно под поверхностью плавают рыбы размером с тунца, но ведущие себя как пираньи. В океанах можно повстречаться с «рыбой-горой», являющейся исполинским китом, способным проглотить любой известный корабль. На суше тоже не меньше опасностей: динозавры не вымерли в этом мире и многие их потомки являются опасными хищниками.

### Лемурианцы
По теории естествоиспытателя Кортни Брэдфорда, эти разумные существа произошли от гигантских лемуров с острова Мадагаскар. Экипаж «Уокера» называет их «кошками», так как лемурианцы очень на них похожи. Самоназвание лемурианцев — «ми-анаака» — «люди» или «народ».
Сотни лет назад лемурианцы построили плоты и добрались до Африки, где повстречались с гриками. Грики убили и съели первопроходцев и скопировали их плоты. Поняв, что им не отбить вторжение кровожадной орды, лемурианцы построили исполинские парусные Дома, каждый из которых сравним по-размеру с авианосцем и на которых они уплыли на восток. С тех пор, большинство Домов скитается по морям Юго-Восточной Азии, помня об угрозе гриков, однако некоторые осели на островах и основали города.
Дома-корабли довольно медлительны из-за своих размеров, их скорость не превышает 4 узлов (около 7,4 км/ч). Каждая их трёх огромных мачт является обителью для целого клана лемурианцев, так как они по ловкости сравнимы с обезьянами. Защитники парусов называются «бегущими-по-крыльям». Из-за ограниченной скорости Дома часто становятся целями набегов гриков. Единственным вооружением Домов являются несколько баллист, так что защитникам приходится полагаться на своих воинов. В XVII веке лемурианцы получили от людей карты и латынь. Латинский язык стал языком небесных жрецов, которые совмещают должности духовенства и навигаторов, так как только жрецы способны читать «священные свитки» (карты) и определять местонахождение по звёздам. В обществе лемурианцев преобладают гильдии, которые скрывают свои секреты от других, тем самым затормаживая прогресс.

### Грики
Эти существа кровожадны и жестоки, однако являются разумными. Большинство гриков являются уулами — молодыми особями, которые следуют приказам высшей касты хижей. Уулы не знают страха и не считаются с потерями. Грики не умеют создавать новые вещи. Вместо этого они копируют изъятые предметы у «добычи». Корабли гриков являются копиями Ост-индийских кораблей, попавших в этот мир в XVII веке, однако человеческие экипажи кораблей успели избавиться от огнестрельного оружия, чтобы оно не досталось грикам. Грики предпочитают брать лемурианцев на абордаж, однако у них есть катапульты, стреляющие шарами с жидким огнём
Грики вооружены кривыми мечами и арбалетами, при этом их зубы и когти тоже являются опасным оружием. Кости у них полые, как у птиц.
Грики — самая организованная группа, сумевшая создать огромную империю из множества грикоподобных существ, и являющаяся доминирующей расой на планете.

## Главные персонажи

### Люди
- Мэтью Редди — командир эсминца «Уокер» в звании лейтенант-коммандер (в русском переводе — капитан-лейтенант). Любитель античного мореплавания.
- Джим Эллис — старший помощник капитана «Уокера». Временно переведён на борт «Мэхэна» в роли командира после того, как офицерский состав второго эсминца погибает от выстрела «Амаги», однако экипаж бунтует и уводит корабль.
- Фицхью Грэй — боцман «Уокера». Старый морской волк.
- Кортни Брэдфорд — австралийский естествоиспытатель. Использует любую возможность, чтобы изучать новые для формы жизни. До эвакуации с Явы работает инженером на Royal Dutch Shell.
- Сандра Такер — старшая медсестра, попавшая на борт «Уокера» во время эвакуации флота. Становится доктором корабля после того, как настоящий доктор погибает в бою.
- Деннис Сильва — орудийный моряк на «Уокере». Любит выпить и подраться, однако верный и храбрый. Не настолько глуп как любит притворяться.
- Тамацу Синъя — японский офицер с эсминца, потопленного «Уокером». Свободно говорит по-английски, благодаря обучению в американском университете до войны. Добровольно помогает американцам, пока они в этом мире.
- Дэвид Кауфман — капитан ВВС США. Пилот истребителя. Попадает на борт «Уокера» во время эвакуации флота, однако ведёт себя заносчиво. Позже побуждает экипаж «Мэхэна» поднять бунт против временного капитана Эллиса.

### Лемурианцы
- Кеже-Фрис-Ар — верховный вождь Дома «Салисса». По сути, капитан корабля.
- Адар — верховный небесный жрец Дома «Салисса». Духовный советник, навигатор и друг Кеже-Фрис-Ара. Как и все небесные жрецы, знает латынь.
- Чак-Саб-Ат — воин Дома «Салисса». Будучи «беглецом-по-крыльям», защищает свой Дом от набегов гриков. Отличившись в бою, Чак попадает на борт «Уокера» и быстро становится членом команды, предпочитая находиться на марсе и высматривать горизонт, благо у лемурианцев отменное зрение и отличные навыки карабкания по мачте.
- Риза-Саб-Ат — сестра Чака. Как и брат, является «беглецом-по-крыльям», но выше по званию.
- Накжа-Мур — верховный вождь города Баалкпан. Двоюродный брат Кеже.